# Claude Léouzon-le-Duc
Pour les articles homonymes, voir Léouzon-le-Duc.
Claude Léouzon-le-Duc, né le 11 octobre 1860 à Colombes (Hauts-de-Seine) et mort le 3 novembre 1932 à Paris, est un avocat et homme politique français

## Biographie

### Jeunesse et études
Claude Léouzon-le-Duc effectue ses études secondaires au lycée Saint-Louis. Il fréquente l'École libre des sciences politiques. Il est docteur en droit.

### Parcours professionnel
Il est secrétaire de la conférence des avocats et s'inscrit au barreau en 1887. Il est élu député boulangiste de la Haute-Vienne en 1889, mais est invalidé et battu à l'élection partielle qui suit. Il reprend alors ses activités d'avocat, devant l'avocat du syndicat de la presse parisienne, de la Revue des deux Mondes. Il écrit de nombreux articles dans la presse. Membre du conseil de l'ordre des avocats de Paris, il en est le bâtonnier de 1931 à 1932, succédant à Raymond Poincaré démissionnaire.

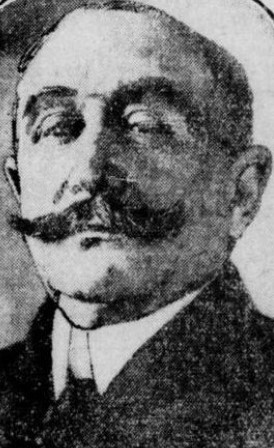
Claude Léouzon-le-Duc en 1932.

En mai 1920, il est nommé membre du comité directeur de la Ligue des patriotes présidée par Maurice Barrès.

## Décorations
Chevalier de la Légion d'honneur

### Sources
- « Claude Léouzon-le-Duc », dans le Dictionnaire des parlementaires français (1889-1940), sous la direction de Jean Jolly, PUF, 1960 [détail de l’édition]